# Het Gouden Hoofd (Schoonhoven)
Het Gouden Hoofd is een monumentaal pand in de stad Schoonhoven, in de Nederlandse provincie Zuid-Holland. 

## Geschiedenis
Het Gouden Hoofd werd al in 1449 vermeld. Het woonhuis werd bijna twee eeuwen bewoond door baljuws, vroedschappen en burgemeesters van de stad. Het gebouw bestaat uit een hoog voorhuis, onder zadeldak, aan de Tol en een achterhuis aan de Scheepmakershaven. In de eerste helft van de 17e eeuw vond een verbouwing plaats waarbij balken en kapconstructies werden vernieuwd. Door baljuw Hugo Bomvliet werd het achterhuis vernieuwd, zijn familiewapen staat in het fronton van het poortje in de muur aan de Scheepsmakershaven. De voorgevel werd in de 18e eeuw gewijzigd in een klokgevel, de huidige pui dateert van rond 1925.

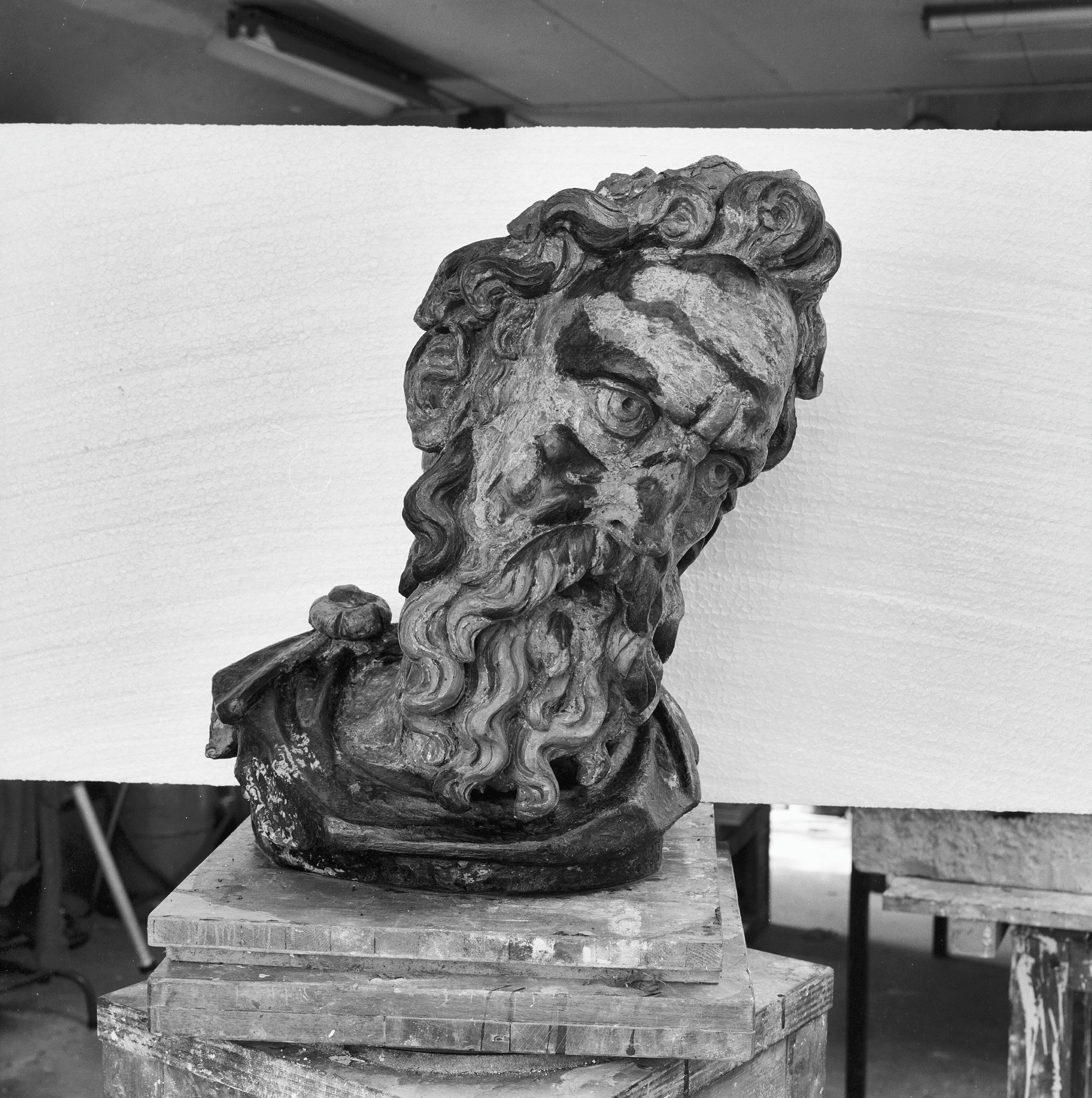
De 'Petruskop'

In de bepleisterde voorgevel is een gebeeldhouwd hoofd aangebracht. Na een restauratie van het pand in de jaren tachtig van de twintigste eeuw, werd de originele 17e-eeuwse 'Petruskop' vervangen door een replica. Het origineel werd door de eigenaar, de heer A.G.H. Ponsioen, gelegateerd aan de Historische Vereniging Schoonhoven en na restauratie in bruikleen gegeven aan het Zilvermuseum.
Het pand werd in 1971 als rijksmonument opgenomen in het monumentenregister.